# Plecotus austriacus
El murciélago orejudo gris (Plecotus austriacus) es un murciélago de la familia de los vespertiliónidos. Hasta 1960 se consideró al murciélago orejudo gris como una subespecie del murciélago orejudo dorado (P. auritus). 
P. austriacus es un murciélago de tamaño medio, de orejas muy grandes unidas a la cabeza por sus bordes internos. El dorso es de color gris oscuro y la zona ventral es blanquecina o gris muy pálida, de ahí su nombre. Las hembras son por lo general algo mayores. Las medidas del cuerpo van desde los 37 a los 45 mm y desde los 6,5 a los 15 gramos de peso. 
Emite pulsos de ecolocalización en FM desde los 85 hasta los 25 kHz. La intensidad de esos sonidos es muy débil, y su alcance apenas supera los 5 metros; son indistinguibles de los de P. auritus. 
La fórmula dentaria de P. austriacus es {\displaystyle {\frac {2.1.2.3}{3.1.3.3}}}.
Una forma considerada antaño como subespecie de P. austriacus ha sido elevada al rango de especie, al menos en lo que se refiere a las poblaciones de los Alpes: se trata de la llamada antes P. austriacus macrobullaris (Kuzyakin, 1965), nominada ahora como Plecotus macrobullaris.  

## Distribución
Se extiende por Eurasia occidental, norte de África y Asia menor, desde Madeira y las costas atlánticas de la península ibérica, Francia y sur de Inglaterra hasta Mongolia y el oeste de China. En África se le encuentra desde Marruecos hasta Egipto, Sudán y Etiopía, incluyendo las islas de Cabo Verde. En Europa es más abundante en el dominio de clima mediterráneo, aunque llega a alcanzar los Países Bajos, Alemania, Polonia y el extremo meridional de Escandinavia.

## Hábitat
Son muy variados, desde bosques y áreas semiforestales a zonas cultivadas y paisajes abiertos sin cobertura arbórea. Sus preferencias por ambientes forestales son menores que en el orejudo dorado y están más ligadas al hábitat humano. Es una especie relativamente térmofila, en términos generales, habita en cotas de menor altitud que P. auritus. 

## Amenazas
La constante pérdida de refugios de reproducción debido a la remodelación o derribo de edificios, la restauración de bajocubiertas o la reutilización o cierre de minas abandonadas; también la persecución por parte de los habitantes de edificios donde muchas de estas colonias se ubican. La utilización de insecticidas al habitar, principalmente, hábitat muy humanizados.